# 800 mètres aux championnats du monde d'athlétisme en salle
Pour un article plus général, voir Championnats du monde d'athlétisme en salle.
Le 800 mètres fait partie des épreuves inscrites au programme des premiers championnats du monde d'athlétisme en salle, en 1985, à Paris. 
Avec sept médailles d'or remportées, la Mozambicaine Maria Mutola est l'athlète la plus titrée dans cette épreuve. Le Kényan Paul Ereng, le Soudanais Abubaker Kaki et l'Éthiopien Mohammed Aman détiennent quant à eux le record de victoires masculines avec deux titres. 
Les records des championnats du monde en salle sont actuellement détenus par le Danois Wilson Kipketer, auteur de 1 min 42 s 67 en finale des mondiaux en salle de 1997, et par la Tchèque Ludmila Formanová qui établit le temps de 1 min 56 s 90 lors de l'édition 1999.

## Éditions
| Années | 87 | 89 | 91 | 93 | 95 | 97 | 99 | 01 | 03 | 04 | 06 | 08 | 10 | 12 | 14 | 16 | 18 | 22 | 24 | 25 | Total |
| ------ | -- | -- | -- | -- | -- | -- | -- | -- | -- | -- | -- | -- | -- | -- | -- | -- | -- | -- | -- | -- | ----- |
| Hommes | X  | X  | X  | X  | X  | X  | X  | X  | X  | X  | X  | X  | X  | X  | X  | X  | X  | X  | X  | X  | 20    |
| Femmes | X  | X  | X  | X  | X  | X  | X  | X  | X  | X  | X  | X  | X  | X  | X  | X  | X  | X  | X  | X  | 20    |

## Hommes

### Palmarès
| Édition | Or                                 | Argent                            | Bronze                                 |
| ------- | ---------------------------------- | --------------------------------- | -------------------------------------- |
| 1985    | Colomán Trabado 1 min 47 s 42      | Benjamín González 1 min 47 s 94   | Ikem Billy 1 min 48 s 28               |
| 1987    | José Luiz Barbosa 1 min 47 s 49    | Vladimir Graudyn 1 min 47 s 68    | Faouzi Lahbi 1 min 47 s 79             |
| 1989    | Paul Ereng 1 min 44 s 84 (WR)      | José Luiz Barbosa 1 min 45 s 55   | Tonino Viali 1 min 46 s 95             |
| 1991    | Paul Ereng 1 min 47 s 08           | Tomás de Teresa 1 min 47 s 82     | Simon Hoogewerf 1 min 47 s 88          |
| 1993    | Tom McKean 1 min 47 s 29           | Charles Nkazamyampi 1 min 47 s 62 | Nico Motchebon 1 min 48 s 15           |
| 1995    | Clive Terrelonge 1 min 47 s 30     | Benson Koech 1 min 47 s 51        | Pavel Soukup 1 min 47 s 74             |
| 1997    | Wilson Kipketer 1 min 42 s 67 (WR) | Mahjoub Haïda 1 min 45 s 76       | Rich Kenah 1 min 46 s 16               |
| 1999    | Johan Botha 1 min 45 s 47          | Wilson Kipketer 1 min 45 s 49     | Nico Motchebon 1 min 45 s 74           |
| 2001    | Yuriy Borzakovskiy 1 min 44 s 49   | Johan Botha 1 min 45 s 87         | André Bucher 1 min 46 s 46             |
| 2003    | David Krummenacker 1 min 45 s 69   | Wilson Kipketer 1 min 45 s 87     | Wilfred Bungei 1 min 46 s 54           |
| 2004    | Mbulaeni Mulaudzi 1 min 45 s 71    | Rashid Ramzi 1 min 46 s 15        | Osmar Barbosa dos Santos 1 min 46 s 26 |
| 2006    | Wilfred Bungei 1 min 47 s 15       | Mbulaeni Mulaudzi 1 min 47 s 16   | Yuriy Borzakovskiy 1 min 47 s 38       |
| 2008    | Abubaker Kaki 1 min 44 s 81        | Mbulaeni Mulaudzi 1 min 44 s 91   | Yusuf Saad Kamel 1 min 45 s 26         |
| 2010    | Abubaker Kaki 1 min 46 s 23        | Boaz Lalang 1 min 46 s 39         | Adam Kszczot 1 min 46 s 69             |
| 2012    | Mohammed Aman 1 min 48 s 36        | Jakub Holuša 1 min 48 s 62        | Andrew Osagie 1 min 48 s 92            |
| 2014    | Mohammed Aman 1 min 46 s 36        | Adam Kszczot 1 min 46 s 76        | Andrew Osagie 1 min 47 s 10            |
| 2016    | Boris Berian 1 min 45 s 83         | Antoine Gakeme 1 min 46 s 65      | Erik Sowinski 1 min 47 s 22            |
| 2018    | Adam Kszczot 1 min 47 s 47         | Drew Windle 1 min 47 s 99         | Saúl Ordóñez 1 min 48 s 01             |
| 2022    | Mariano García 1 min 46 s 20       | Noah Kibet 1 min 46 s 35          | Bryce Hoppel 1 min 46 s 51             |
| 2024    | Bryce Hoppel 1 min 44 s 92         | Andreas Kramer 1 min 45 s 27      | Eliott Crestan 1 min 45 s 32           |
| 2025    | Josh Hoey 1 min 44 s 77            | Eliott Crestan 1 min 44 s 81      | Josué Canales 1 min 45 s 03            |

## Femmes

### Palmarès
| Édition | Or                                   | Argent                            | Bronze                              |
| ------- | ------------------------------------ | --------------------------------- | ----------------------------------- |
| 1985    | Cristeana Cojocaru 2 min 4 s 22      | Jane Finch 2 min 4 s 71           | Maria Simeanu 2 min 5 s 51          |
| 1987    | Christine Wachtel 2 min 1 s 32 (CR)  | Gabriela Sedláková 2 min 1 s 85   | Liubov Kiriukhina 2 min 1 s 98      |
| 1989    | Christine Wachtel 1 min 59 s 24 (CR) | Tatiana Grebenchuk 1 min 59 s 53  | Ellen Kiessling 1 min 59 s 68       |
| 1991    | Christine Wachtel 2 min 1 s 51       | Violeta Beclea 2 min 1 s 75       | Ella Kovacs 2 min 1 s 79            |
| 1993    | Maria Mutola 1 min 57 s 05 (CR)      | Svetlana Masterkova 1 min 59 s 18 | Joetta Clark 1 min 59 s 86          |
| 1995    | Maria Mutola 1 min 57 s 62           | Yelena Afanasyeva 1 min 59 s 79   | Letitia Vriesde 2 min 0 s 36        |
| 1997    | Maria Mutola 1 min 58 s 96           | Natalya Dukhnova 1 min 59 s 31    | Joetta Clark 1 min 59 s 82          |
| 1999    | Ludmila Formanová 1 min 56 s 90 (CR) | Maria Mutola 1 min 57 s 17        | Natalya Tsyganova 1 min 57 s 47     |
| 2001    | Maria Mutola 1 min 59 s 74           | Stephanie Graf 1 min 59 s 78      | Helena Dziurova 2 min 1 s 18        |
| 2003    | Maria Mutola 1 min 58 s 94           | Stephanie Graf 1 min 59 s 39      | Mayte Martínez 1 min 59 s 53        |
| 2004    | Maria Mutola 1 min 58 s 50           | Jolanda Čeplak 1 min 58 s 72      | Joanne Fenn 1 min 59 s 50           |
| 2006    | Maria Mutola 1 min 58 s 90           | Kenia Sinclair 1 min 59 s 54      | Hasna Benhassi 2 min 0 s 34         |
| 2008    | Tamsyn Lewis 2 min 2 s 57            | Tetiana Petlyuk 2 min 2 s 66      | Maria Mutola 2 min 2 s 97           |
| 2010    | Mariya Savinova 1 min 58 s 26        | Jennifer Meadows 1 min 58 s 43    | Alysia Johnson 1 min 59 s 60        |
| 2012    | Pamela Jelimo 1 min 58 s 83          | Nataliya Lupu 1 min 59 s 67       | Erica Moore 1 min 59 s 97           |
| 2014    | Chanelle Price 2 min 0 s 09          | Angelika Cichocka 2 min 0 s 45    | Maryna Arzamasava 2 min 0 s 79      |
| 2016    | Francine Niyonsaba 2 min 0 s 01      | Ajee Wilson 2 min 0 s 27          | Margaret Wambui 2 min 0 s 44        |
| 2018    | Francine Niyonsaba 1 min 58 s 31     | Ajeé Wilson 1 min 58 s 99         | Shelayna Oskan-Clarke 1 min 59 s 81 |
| 2022    | Ajeé Wilson 1 min 59 s 09            | Freweyni Hailu 2 min 0 s 54       | Halimah Nakaayi 2 min 0 s 66        |
| 2024    | Tsige Duguma 2 min 1 s 90            | Jemma Reekie 2 min 2 s 72         | Noélie Yarigo 2 min 3 s 15          |
| 2025    | Prudence Sekgodiso 1 min 58 s 40     | Nigist Getachew 1 min 59 s 63     | Patricia Silva 1 min 59 s 80        |